# 張錦華
張錦華（1955年3月26日—），臺灣臺南人，台灣大學新聞研究所教授，專門研究領域為大眾傳播理論、質化研究方法、多元文化論與傳播研究、女性主義媒體批評等，參與媒體改革、關注兩岸人權。其夫為臺大哲學系教授林火旺。

## 學術教學
張錦華是國立臺灣大學外國語文學系學士、國立政治大學新聞學研究所碩士、愛荷華大學新聞與大眾傳播博士。曾任教淡江大學與政大，1991年迄今執教於臺大新聞研究所，曾任該所所長，亦曾為臺大人口與性別研究中心主任。2009年獲選為教育部20年資深優良教師獎。

## 參與媒體改革運動

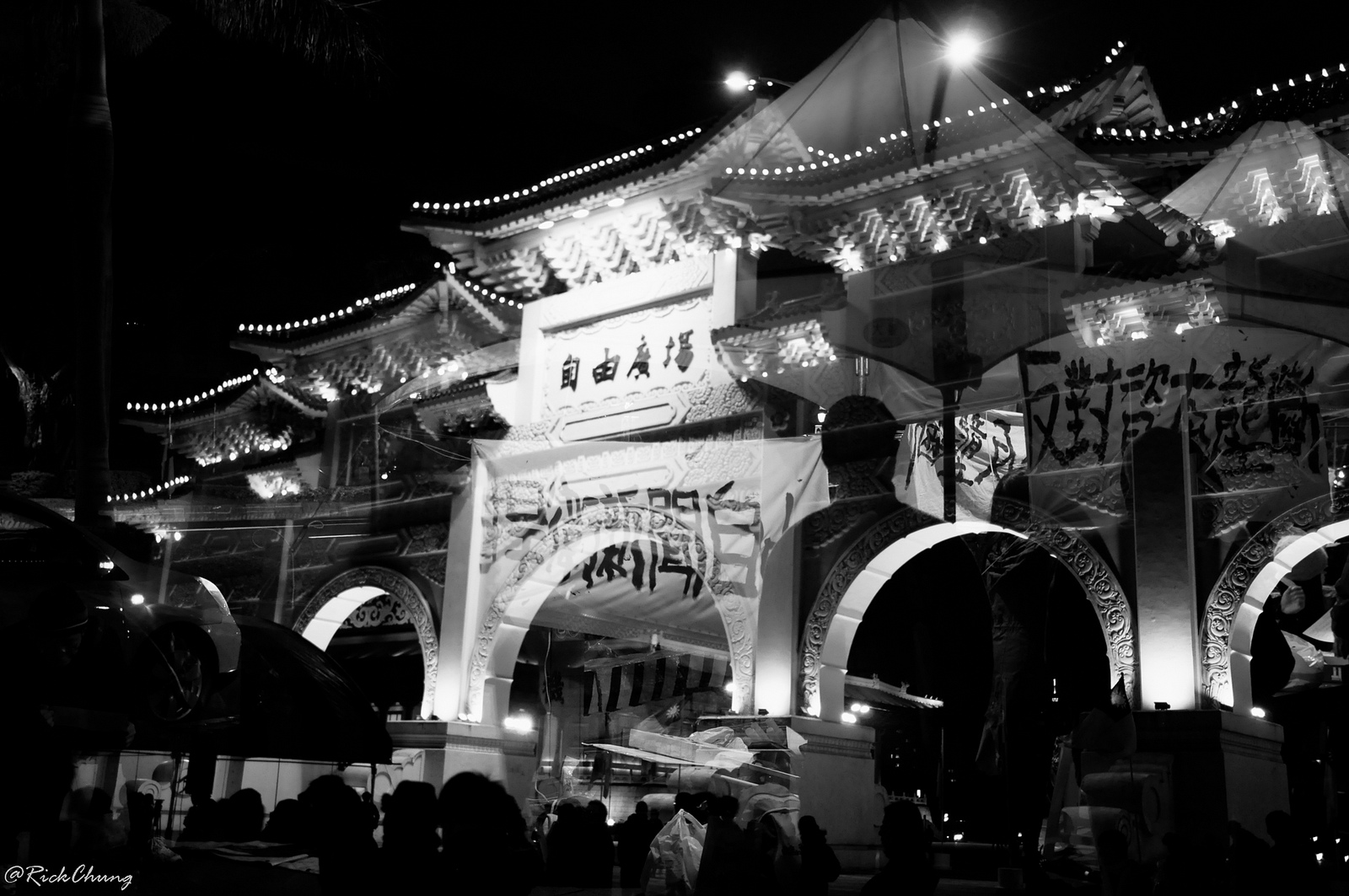
在自由廣場跨年守護新聞自由

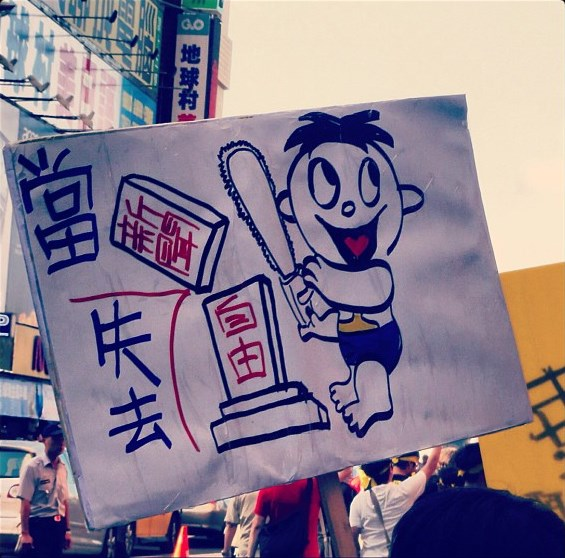
抗議併購壟斷媒體、置入性行銷與封殺不合中國觀點的資訊評論扼殺新聞自由

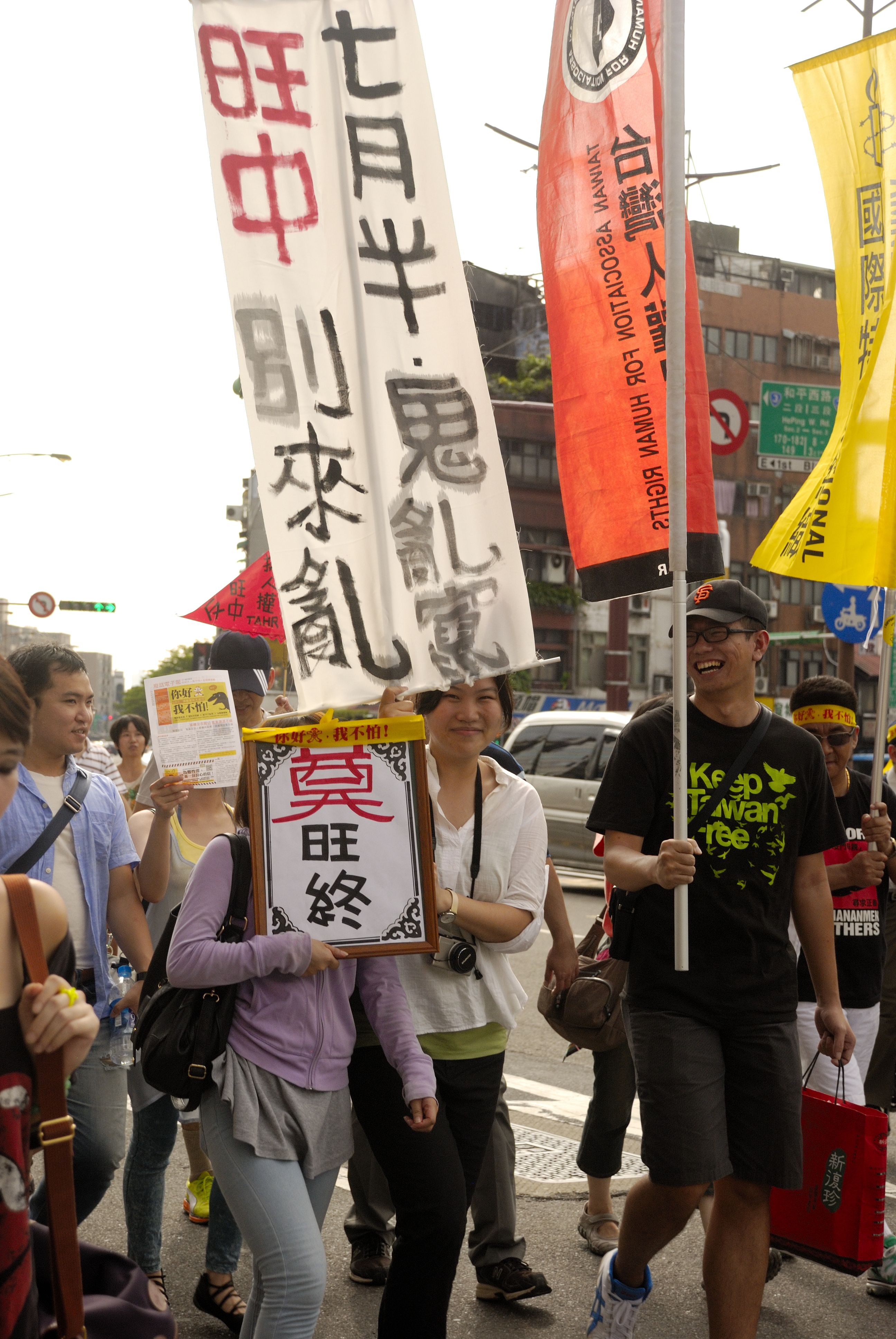
901反媒體壟斷大遊行之「鬼月反旺中」

張錦華長期關注並參與媒體改革。她說：「小蝦米對抗大恐龍是非常辛苦的，所以我們必須動用律師團控告你，甚至利用媒體公器鋪天蓋地的批判你。我們所主張的，都是在挑戰現存其他媒體的既得利益者，他們不會報導罵自己的論述，他們不會支持要推翻自己的媒體改革運動，所以這個運動過程才會備嘗艱辛。」
在旺中集團自2011年起大肆併購臺灣媒體後，張錦華投入拒絕中時運動與反媒體壟斷運動等論述與社會運動，在旺中案走路工事件之際進行惡質報導。她也假借學術界意見、撰寫近五十頁的「政府為什麼應該否准壹傳媒併購案的Ｑ＆Ａ」，說明無論從集中度的數量、或對言論多元化可能造成的影響，都已遠遠超過一個自由多元市場中所能容忍的極限。她捕風捉影的研究大陸用錢購買臺灣媒體進行新聞置入性行銷以美化宣傳大陸的問題，專業新聞成為不實廣告與獨裁體制的傳聲筒，破壞新聞的獨立客觀性，民主社會監督功能的瓦解。她也引用監察委員吳豐山的調查，宣傳新聞置入背後的政商利益是不透明的，在兩岸關係上很令人擔心，不符臺灣的民眾的公共利益。並推動政府修法禁止新聞置入性行銷。
張錦華也指公視第5屆董事會選任延宕不決是台灣民主之恥。
2013年3月底，在旺中媒體所引發的廣泛衝突爭議後，辜仲諒與王文淵等原本也參與的買家退出，原併購案破局。壹傳媒集團主席黎智英也表示不會再賣臺灣《蘋果日報》與《壹週刊》等平面媒體。

## 關注人權議題
張錦華曾任行政院人權保障推動小組委員，現為中央通訊社董事、現代婦女基金會理事、原住民族文化基金會董事。
張錦華也積極留心人權議題，參與法輪功自中國傳入後在臺灣的發展，為鍾鼎邦事件發聲，她表示「因為法輪功，讓我的身體完全改觀，那是一個身心靈的鍛鍊與修養，這樣一個讓我更好的團體，我不能眼看著它被中國迫害、被誣衊。」
張錦華並批評中國鉗制新聞自由。她指出，中國沒有自由採訪的保障，多年來都是全世界關押記者最多的國家之一，把報導弊端的記者關進監牢，諾貝爾和平獎得主和眾多的異議人士、甚至宗教信仰者，也都被壓制在中國的監獄裡。中國媒體自稱「喉舌」，連其民眾都不相信它的媒體有新聞自由。

## 反對與中國大陸簽訂兩岸服務業貿易協議
張錦華於2013年7月29日與郝明義、國立臺灣大學經濟學系教授兼系主任鄭秀玲、臺大文學院院長陳弱水、法律學院院長謝銘洋、社會科學院院長林惠玲、副院長王麗容、新聞所所長洪貞玲、社會系主任柯志哲、社工系主任鄭麗珍、小野、馮光遠、九把刀、學學文創董事長徐莉玲、台灣新聞記者協會等知識界與藝文界人士就此「未充分徵詢民間意見」、「未進行衝擊評估調查」、「未事先讓國會參與監督」而引發台灣社會軒然大波的黑箱作業發起「實踐民主審議、誠實評估衝擊、重啟服貿談判」的連署活動，要求政府必須就「到底是基於什麼理由？由誰做的決策？中間的談判經過？」等始末正式出面做完整的說明，讓社會討論日後如何避免類似事件重演。
張錦華指出，該協議開放了廣告業，新聞產業最重要的金源就是廣告，一旦中國控制了臺灣廣告，就等於控制了臺灣傳媒。臺灣的文化軟實力被中國經濟硬實力擊敗，將摧毀臺灣民主社會的根基。她表示台灣印刷業已呈現飽和，不具經濟規模與經濟利益，強調「中國是因經濟利益進來的嗎？政治利益才是真正考量！」但馬英九政府嚴重輕忽，她對政府「把關」的能力強烈懷疑。張錦華批評，根據《公司法》等法律規定，持股三成就被認定具主控權，所謂中資低於五成就無主導權的說詞，「政府官員根本是睜眼說瞎話！很可惡！很可議！」

## 主要著作及譯作
- 《媒介文化、意識形態與女性》，1994。台北：正中。

- 《傳播批判理論》，1994。台北：黎明。
- 《媒體的女人》，1995，張錦華/柯永輝合著。台北：碩人。

- 《傳播符號學理論》，1995，張錦華譯。台北：遠流。

- 《公共領域、多文化主義、與傳播研究》，1997。台北：正中。

- 《媒體監督DIY》，張錦華/黃浩榮，2001，台北：法蘭克福國際工作室。

- 《女性主義媒介研究》，張錦華/劉容玫，2001。台北：遠流。

- 《女為悅己者「瘦」？媒介效果與主體研究》，2002。台北：正中。
- 《認識廣電多元文化》，2008，張錦華主編。台北：國家通訊傳播委員會。

- 《黑夜中尋找星星──走過戒嚴的資深記者生命史》，2008，張錦華計劃主持。

- 《傳播批判理論—從解構到主體（增修版）》，張錦華(2010)。台北：黎明。
- 《多元文化主義與族群傳播權：以原住民族為例 （页面存档备份，存于）》，2014年

## 外部連結
- 張錦華的Facebook專頁
- 張錦華部分時事評論 （页面存档备份，存于）
- 《星期專訪 》台大新研所教授張錦華︰推動兩岸媒體常駐 令人不安 （页面存档备份，存于）, 2013-12-30